# قائمة الزلازل في السعودية
الزلازل في السعودية هي نادرة وتحدث غالبًا بالجزء الغربي من البلاد قريب من البحر الأحمر وخليج العقبة.
| التاريخ        | المنطقة                             | M   |    | MMI  | الوفيات | الإصابات | ملاحظات                                                     |       |
| -------------- | ----------------------------------- | --- | -- | ---- | ------- | -------- | ----------------------------------------------------------- | ----- |
| 9 يوليو 551    | لبنان ومصر والعراق والجزيرة العربية |     |    | X    |         |          | أضرار جسمية وتسونامي                                        |       |
| 18 مارس 1068   | الرملة والقدس وتبوك                 |     |    | IX   | كثيرة   |          | أضرار بالغة                                                 |       |
| 1072           | جنوب الجزيرة العربية                |     |    | VIII | 50      |          | أضرار متوسطة                                                |       |
| 22 نوفمبر 1995 | مصر والسعودية وفلسطين والأردن       | 7.2 |    | VIII | 12      | قليلة    | أضرار متوسطة وتسونامي                                       |       |
| 9 يونيو 2004   | منطقة تبوك                          | 4.6 | ML |      |         |          | أضرار بسيطة                                                 | [ 1 ] |
| 17 مايو 2009   | أملج                                | 4.6 | Mb |      |         |          | أضرار في المنازل وتدمر بعضها                                | [ 2 ] |
| 19 مايو 2009   | منطقة المدينة                       | 5.7 | Mw |      |         | 7        | انهيارات أرضية                                              | [ 3 ] |
| 3 نوفمبر 2017  | محافظة النماص                       | 4   |    |      | -       |          | استمرت هزاته الارتدادية لثلاثة أيام متتالية دون تأثير يذكر. |       |